# FamilyMart
FamilyMart (ファミリーマート Famirīmāto) TYO: 8028
er en japansk franchisekæde af conveniencebutikker. Butikskæden åbnede den første butik i Japan den 1. september 1981. FamilyMart er Japans tredje største nærbutikskæde, efter 7-Eleven og Lawson, og den største butikskæde i Sydkorea. FamilyMart ejes og styres af FamilyMart Company, Limited. Hovedaktionæren er Itochu med en ejerandel på 35,55 % Hovedsædet er på 17. etage i Sunshine60 Building i Ikebukuro, Toshima, Tokyo.
Alle almindelige japanske nærbutiksvarer som basale fødevarer, magasiner, manga, sodavand, alkoholiske drikke, nikuman, stegt kylling, onigiri og bento er tilgængelige i FamilyMart.
FamilyMarts officielle motto er "FamilyMart, Where You Are One of the Family."

## Vækst og udvikling
FamilyMart har også franchisebutikker i Thailand, Sydkorea, Taiwan, Kina (Shanghai, Guangzhou og Suzhou), USA, Bangladesh og Vietnam (Ho Chi Minh City ). Endvidere driver sydkoreanske franchiasetagere to butikker i Nordkorea for sydkoreanske turister og arbejdere i Kaesong Industrial Region og Mount Kumgang Tourist Region.
Pr. 31. august 2009 var der på verdensplan 21.579 butikker, med en stor vækst i Asien udenfor Japan. Der er 9.160 butikker i Japan, 7.741 butikker i Sydkorea, 2.842 butikker i Taiwan, 1.030 butikker i Kina, 767 butikker i Thailand, 28 butikker i Vietnam, 10 butikker i USA og en butik i Indonesien.
Fra juli 2005 begyndte FamilyMart at åbne flere butikker i Los Angeles, Californien, de første af i alt 250 planlagte i USA. Det nordamerikanske butikskædemærke er "Famima!!".
November 2010 bekendtgjorde FamilyMart at de ville fastholde antallet af butikker i USA på 10 pga. vanskelige økonomiske forhold. Ekspansionen er dog fortsat i Asien især i Kina.
Juni 2012 bekendtgjorde Family Mart i Sydkorea at de ville rebrande butikskæden under navnet CU.